# Tesoro de los corintios
El Tesoro de los corintios fue un  tesoro de Delfos, Grecia. Sus ruinas se encuentran en el yacimiento arqueológico de Delfos, declarado Patrimonio de la Humanidad por la Unesco.
Fue construido por Cípselo, tirano de Corinto en la época arcaica alrededor del 620-600 a. C. Esto lo convierte en el tesoro más antiguo de Delfos. Además de los ofrendas votivas de los propios corintios, el edificio albergó varios exvotos del rey Midas de Frigia y de los reyes Lidia Giges y Creso.
Estaba situado en el santuario de Apolo, entre la Estoa de los atenienses y el Pritaneo. El lugar era el más cercano de todos los tesoros de Delfos al Templo de Apolo, ya que Corinto era una ciudad importante y el tesoro fue el primero de la zona. Era un sencillo templo ástilo de construcción simple en forma de cella, del estilo dórico. El edificio medía unos 12 × 6 m y la cella se abría hacia el sur.
Poco del edificio ha sobrevivido hasta nuestros días, pero parece haber sido bastante importante en su día. Pausanias menciona los «oros de Lidia», pero ya no estaban allí en su época, ya que los focidios aparentemente utilizaron los tesoros para pagar la tercera guerra sagrada en 356-346 a. C..En cambio, según Pausanias, el tesoro de su época incluía una estatua de Heracles donada por los tebanos, una serie de esculturas de bronce donadas por los focidios tras su derrota de Tesalia en la batalla de Mantinea (362 a. C.); una estatua de bronce de Apolo donada por los mantineos; un grupo de esculturas de los eleos que muestran a Apolo y Heracles luchando por el trípode en Delfos; y una estatua de bronce de Zeus.